# Baliodryas steinbachi
Baliodryas steinbachi är en ormart som beskrevs av Boulenger 1905. Baliodryas steinbachi är ensam i släktet Baliodryas som ingår i familjen snokar. Arten tillhör underfamiljen Dipsadinae som ibland listas som familj.
Inga underarter finns listade i Catalogue of Life.
Denna orm är känd från provinsen Sara i centrala Bolivia. Den hittades vid 250 meter över havet. Det ursprungliga habitatet utgjordes av fuktiga skogar. Antagligen lägger honor ägg.
Skogarnas omvandling till jordbruksmark är ett hot mot beståndet. Efter upptäckten året 1905 hittades inga fler exemplar. Hela området förändrades av människan och därför antas att Baliodryas steinbachi är utdöd. Kanske överlevde en population i ett område längre bort från fyndplatsen. IUCN listar arten därför med kunskapsbrist (DD).